# Diplasiolejeunea columbica
Diplasiolejeunea columbica là một loài Rêu trong họ Lejeuneaceae. Loài này được Tixier mô tả khoa học đầu tiên năm 1983.